# 堆谐
堆谐（སྟོད་གཞས་）是流行于西藏日喀则地区的一种传统民间歌舞。藏语中“谐”指歌舞，“堆”指高处，“堆谐”即是流行于雅鲁藏布江上游的歌舞之意。堆谐已有七百余年历史，其形式可见于古格王朝遗址壁画。

## 形式
堆谐是自发娱乐性质的民间舞蹈。表演时，人们聚在一起围成圆圈、半圆或排成一排，边唱边舞，人数可多可少，动作上身平稳，下身灵巧，与“踢踏舞”有共同之处。堆谐以扎年琴为主要伴奏乐器，音乐使用五声宫调式，结构包括前奏、慢板、快板、结尾等部分。
堆谐可分为拉孜（北派）和定日（南派）两种。前者流行于拉孜、昂仁、萨嘎，风格较为活泼欢快；后者流行于定日、聂拉木、吉隆，风格较为豪放粗犷。